# The Futon Critic
The Futon Critic es un sitio web que proporciona artículos e información sobre la programación de horario estelar en las redes de transmisión y cable en los Estados Unidos. El sitio publica reseñas de programas del horario prime time y entrevistas de personas en la industria de la televisión, así como también vuelve a publicar informes de los Nielsen Ratings y comunicados de prensa proporcionados por las cadenas de televisión. The Futon Critic fue fundado por Brian Ford Sullivan en 1997.

## Historia

El sitio republica los niveles de audiencia provistos por Nielsen Media Research.

Brian Ford Sullivan, CEO de Futon Media, registró The Futon Critic el 14 de enero de 1997. Desde su fundación, el sitio ha publicado reseñas sobre programación en horario estelar o prime time, así como entrevistas realizadas por su personal con miembros de la industria de la televisión. El sitio también contiene secciones de artículos dedicados a republicar comunicados de prensa, horarios de las cadenas de televisión y datos de los Nielsen Ratings, que han sido citados por artículos en sitios web como The Huffington Post y TV by the Numbers. Sus publicaciones de datos de los Nielsen Ratings también han sido utilizadas como recurso por instituciones como la Universidad de Colorado Boulder y la Universidad del Temple.
En 2009, Sullivan apareció en The Nick Digilio Show, un programa de radio AM de la estación WGN en Chicago para hablar sobre la televisión y de las nominaciones del sitio web a los Premios Emmy del año 2009. En 2010, Sullivan anunció una nueva sección de su sitio dedicada al seguimiento de la disponibilidad de programación en plataformas de distribución digital, que se lanzaría en agosto del mismo año. También anunció la producción de un piloto de televisión que se lanzaría en algún momento, titulado .comEDY, el mismo fue lanzado como una mirada cómica a los efectos de la burbuja puntocom que estalló alrededor de Silicon Valley.